# Avitus castaneonotatus
Avitus castaneonotatus là một loài nhện trong họ Salticidae.
Loài này thuộc chi Avitus. Avitus castaneonotatus được Cândido Firmino de Mello-Leitão miêu tả năm 1939.